# Tour de Haute-Savoie
Le Tour de Haute-Savoie, appelé aussi Circuit de Haute-Savoie est une course cycliste française, disputée de 1927 à 1957 dans le département de la Haute-Savoie.
De 1928 à 1943, l'épreuve porte aussi le nom de Grand Prix de Haute-Savoie.
La plupart des boucles se déroulèrent à Annemasse, Annecy et Thonon-les-Bains.

## Palmarès
| Année | Vainqueur         | Deuxième         | Troisième        |
| ----- | ----------------- | ---------------- | ---------------- |
| 1927  | Léon Chené        | Lous Voisin      | Louis Zabern     |
| 1928  | Georges Antenen   | Joseph Soffietti | Léon Chené       |
| 1929  | Joseph Mauclair   | Robert Brugère   | Georges Turin    |
| 1930  | Claudius Robert   | Benoît Faure     | Robert Brugère   |
| 1931  | Léon Fichot       | René Brossy      | Joseph Soffietti |
| 1932  | Nestor Jordil     | Émile Noppel     | Marius Lesimple  |
| 1933  | Hermann Buse      | Walter Blattmann | Luigi Barral     |
| 1934  | Albert Büchi      | Walter Blattmann | August Erne      |
| 1942  | Fermo Camellini   | Joseph Magnani   | Alphonse Antoine |
| 1943  | Pierre Brambilla  | Léon Level       | Charles Bouvet   |
| 1947  | Eugenio Galliussi | Bernard Gauthier | Gaston Audier    |
| 1948  | Pierre Molinéris  | Bernard Gauthier | Antonin Rolland  |
| 1949  | Victor Fraccaro   | Hugues Guelpa    | Attilio Redolfi  |
| 1950  | Émile Baffert     | Robert Chapatte  | Joannès Socquet  |
| 1951  | Jean Guéguen      | Vincent Vitetta  | Pierre Brambilla |
| 1952  | Jean Robic        | Nello Lauredi    | Siro Bianchi     |
| 1953  | Raoul Rémy        | Pierre Polo      | Jean Dacquay     |
| 1954  | Raymond Elena     | Attilio Redolfi  | Philippe Agut    |
| 1955  | Jean Anastasi     | André Payan      | Attilio Redolfi  |
| 1956  | Marcel Ferri      | René Privat      | Ugo Anzile       |
| 1957  | Jean Bellay       | Pierre Villard   | René Faure       |